# 南羅津線
南羅津線（朝鲜语：／ Namrajin sŏn */?）是朝鮮民主主義人民共和國的一條已停用的鐵道線路，站點為羅先特別市的羅津站到南羅津站。

## 路线概况
- 距离：
- 车站数：2
- 轨距：1435mm
- 电气化区间：无
- 复线区间：无